# Ірландія на Євробаченні Юних Музикантів
Ірландія брала участь у Євробаченні Юних Музикантів, що проводиться кожні два роки, вісім разів починаючи з 1986 року. На сьогоднішній день країні жодного разу не вдалося вийти у фінал.

## Учасники
Умовні позначення
     Переможець
     Друге місце
     Третє місце
     Не пройшла до фіналу
     Участь скасовано
     Не брала участі
| Рік                               | Місце проведення | Учасник           | Інструмент | Фінал                      | Півфінал |
| --------------------------------- | ---------------- | ----------------- | ---------- | -------------------------- | -------- |
| 1986                              | Копенгаген       | Шеймус Конрой     | Скрипка    | Не вдалося кваліфікуватися | -        |
| 1988                              | Амстердам        | Дірба Коллінз     | Фортепіано | Не вдалося кваліфікуватися | -        |
| 1990                              | Відень           | Патриція Мойніган | Флейта     | Не вдалося кваліфікуватися | -        |
| 1992                              | Брюссель         | Невідомо          | Невідомо   | Не вдалося кваліфікуватися | -        |
| 1994                              | Варшава          | Фінгін Коллінз    | Фортепіано | Не вдалося кваліфікуватися | -        |
| 1996                              | Лісабон          | Джеральд Перегрін | Віолончель | Не вдалося кваліфікуватися | -        |
| 1998                              | Відень           | Кора Венус Лунні  | Скрипка    | Не вдалося кваліфікуватися | -        |
| 2000                              | Берген           | Ребекка Чапова    | Фортепіано | Не вдалося кваліфікуватися | -        |
| Не брала участі в 2002-2024 роках |                  |                   |            |                            |          |